# Ислам в Антигуа и Барбуде
Ислам в Антигуа и Барбуде — религия меньшинства Антигуа и Барбуды. По состоянию на 2007 год общая численность мусульманского населения составляет около 200 человек или 0,3 % от общей численности населения государства.
Большинство мусульман островов — арабы сирийского или ливанского происхождения. На островах также есть выходцы из Палестины, Пакистана, Нигерии, Ганы, Сьерра-Леоне и Гайаны. Мусульмане Антигуа и Барбуды также поддерживают контакты с такими исламскими странами как Саудовская Аравия, Турция, Нигерия.
В Сент-Джонсе существуют две известные исламские организации: Международное исламское общество Антигуа и Барбуды, основанное сирийцами и ливанцами, и Ассоциация мусульманских студентов Американского университета Антигуа (медицинский факультет). На острове Антигуа есть также миссия Ахмадие. В Кодрингтоне находится Мусульманская община Антигуа и Барбуды.
Опрос Исследовательского центра Пью в 2016 году подсчитал, что общее количество мусульман на Антигуа и Барбуде составляет около 950 человек.